# هوانغ كون
هوانغ كون (بالصينية: 黄昆) (و. 1919 – 2005 م) هو فيزيائي من جمهورية الصين الشعبية . ولد في بكين .

## التعليم
تعلم في جامعة بريستول، وYenching University ‏

## جوائز
حصل على جوائز منها:
- جائزة الدولة البارزة في العلوم والتقانة (2001).